# Trappenkamp
Trappenkamp est une commune allemande du Schleswig-Holstein, située dans l'arrondissement de Segeberg (Kreis Segeberg), à 15 kilomètres au nord-ouest de la ville de Bad Segeberg. Trappenkamp est à la fois la commune la moins étendue et la plus peuplée des huit communes de l'Amt Bornhöved et également le siège de cet Amt.

## Personnalités liées à la ville
- Pulsedriver (1974-), artiste né à Trappenkamp.